# For Maggots to Devour
For Maggots to Devour är det finländska death metal-bandet Torture Killers debutalbum, släppt den 6 oktober 2003. 

## Låtlista
1. "Flesh Breaks to Open Wounds" – 3:41
2. "Sadistic Violation" – 3:37
3. "Motivated to Kill" – 4:03
4. "Necrophag" – 4:00
5. "Fuck Them When They Bleed" – 3:02
6. "No Time to Bleed" – 3:38
7. "Torture to Death" – 4:13
8. "Gore Terror" – 3:43
9. "Strangulation" – 4:39

### Bonusspår på återutgåvan 2009
1. "Day of Cadavers" – 3:25
2. "Defiled and Dead" – 3:12

## Medverkande
- Matti Liuke – sång
- Tuomas Karppinen – elbas
- Taneli Hatakka – gitarr
- Jari Laine – gitarr, bakgrundssång
- Tuomo Latvala – trummor